# グレゴリー・ケトエフ
グレゴリー・ケトエフ（Georgy Ketoyev、1985年11月19日 - ）は、ロシアのレスリング選手。2008年北京オリンピックレスリングフリースタイル84kg級の銅メダリストである。グルジア共和国のトビリシ出身。

## 実績
- オリンピック
  - 2008年北京オリンピック　銅メダル
- 世界選手権
  - 優勝　2007年
- ヨーロッパ選手権
  - 優勝　2007、2008年